# Urko Vera
Urko Mateos Vera, meglio noto come Urko Vera (Barakaldo, 14 maggio 1987), è un calciatore spagnolo, attaccante del Santutxu.

## Carriera
Rimasto sui campi delle categorie inferiori spagnole fino all'età di 23 anni, compì il salto di qualità negli ultimi minuti della sessione invernale del calciomercato del gennaio 2011 quando, dopo aver ben impressionato col Lemona (squadra allenata da Aitor Larrazabal, ex difensore dell'Athletic Bilbao) in Segunda División B, fu acquistato dai leoni di Bilbao, firmando un contratto di 6 mesi e venendo inizialmente assegnato alla squadra riserve.
Fece il suo debutto in prima squadra il 5 febbraio, sostituendo Iker Muniain nella vittoria 3-0 in casa contro lo Sporting de Gijón. Il 14 marzo 2011, partendo ancora una volta dalla panchina, segnò il suo primo gol nella Liga, in un 2-2 fuori casa contro il Getafe.
Successivamente scese in Segunda División dove militò, mantenendo una buona vena realizzativa, con le maglie di Hércules, Ponferradina, Alcorcón ed Eibar.